# Czernokozowo
Czernokozowo (ros. Чернокозово) – wieś w Rosji, w Czeczenii, w rejonie naurskim. W 2010 liczyła 3085 mieszkańców.